# Levi Ankeny
Levi Ankeny, född 1 augusti 1844 i Buchanan County, Missouri, död 29 mars 1921 i Walla Walla, Washington, var en amerikansk republikansk politiker och affärsman. Han representerade delstaten Washington i USA:s senat 1903-1909.
Ankeny flyttade 1850 med sina föräldrar till Portland. Han var verksam inom affärslivet i Idahoterritoriet. Han var den första borgmästaren i Lewiston. Han flyttade sedan till Walla Walla och gjorde karriär inom bankbranschen.
Ankeny efterträdde 1903 George Turner som senator för Washington. Ankeny kandiderade 1909 till omval men republikanerna i Washington nominerade Wesley Livsey Jones som sedan också efterträdde honom i senaten.
Ankenys grav finns på Mountain View Cemetery i Walla Walla.